# ديف كينغ (لاعب كرة قدم)
ديف كينغ (بالإنجليزية: Dave King)‏ (18 سبتمبر 1962 بكولشيستر في المملكة المتحدة - ) هو لاعب كرة قدم بريطاني في مركز الوسط. لعب مع ديربي كاونتي ونادي يورك سيتي وGresley Rovers F.C. ‏ وNapier City Rovers FC ‏.